# Osos de Rivas 2018
Questa voce raccoglie le informazioni riguardanti gli Osos de Rivas nelle competizioni ufficiali della stagione 2018.

## LNFA Serie A 2018

### Stagione regolare
| Santurtzi 21 gennaio 2018, ore 11:00 | Coyotes de Santurtzi | 0 – 26 referto | Osos de Rivas | IMD Santurtzi |

| Rivas-Vaciamadrid 3 febbraio 2018, ore 16:00 | Osos de Rivas | 35 – 37 referto | Las Rozas Black Demons | Polideportivo Cerro del Telégrafo |

| Rivas-Vaciamadrid 10 febbraio 2018, ore 16:00 | Osos de Rivas | 46 – 0 referto | Santiago Black Ravens | Polideportivo Cerro del Telégrafo |

| Gijón 17 febbraio 2018, ore 15:00 | Gijón Mariners | 7 – 47 referto | Osos de Rivas | Complejo Deportivo Las Mestas |

| Rivas-Vaciamadrid 10 marzo 2018, ore 16:00 | Osos de Rivas | 55 – 0 referto | Coyotes de Santurtzi | Polideportivo Cerro del Telégrafo |

| Las Rozas de Madrid 24 marzo 2018, ore 17:00 | Las Rozas Black Demons | 13 – 17 referto | Osos de Rivas | Campo de Rugby El Cantizal |

| Santiago di Compostela 8 aprile 2018, ore 12:00 | Santiago Black Ravens | 0 – 37 referto | Osos de Rivas | Campo de fútbol municipal de As Cancelas |

| Rivas-Vaciamadrid 14 aprile 2018, ore 16:00 | Osos de Rivas | 27 – 12 referto | Gijón Mariners | Polideportivo Cerro del Telégrafo |

### Playoff
| Rivas-Vaciamadrid 5 maggio 2018, ore 16:00 | Osos de Rivas | 20 – 15 referto | Valencia Firebats | Polideportivo Cerro del Telégrafo |

| Santa Coloma de Gramenet 20 maggio 2018, ore 11:30 | Badalona Dracs | 48 – 0 referto | Osos de Rivas | Campo de Fútbol Badalona Sud |

## LMFA9 2018

### Stagione regolare
| Majadahonda 14 gennaio 2018, ore 12:00 | Majadahonda Wildcats | 7 – 28 | Osos de Rivas | Campo de Rugby Valle del Arcipres |

| Alcobendas 27 gennaio 2018, ore 12:00 | Osos de Rivas | 24 – 15 | Tres Cantos Jabatos | Polideportivo Municipal Jose Caballero |

| Alcobendas 18 febbraio 2018, ore 12:00 | Osos de Rivas | 23 – 8 | Madrid Capitals | Polideportivo Municipal Jose Caballero |

| Pinto 3 marzo 2018, ore 17:00 | Pinto Goldbats | 0 – 41 | Osos de Rivas | Estadio Municipal Rafael Mendoza |

| Alcobendas 7 aprile 2018, ore 12:00 | Osos de Rivas | 28 – 18 | Toros de Madrid | Polideportivo Municipal Jose Caballero |

| Alcorcón 22 aprile 2018, ore 15:00 | Alcorcón Smilodons | 0 – 34 | Osos de Rivas | Campo de Rugby Universidad Juan Carlos I (Campus Alcorcón) |

### Playoff
| Alcobendas 6 maggio 2018, ore 12:00 | Osos de Rivas | 33 – 26 referto | Tres Cantos Jabatos | Polideportivo Municipal Jose Caballero |

| Majadahonda 19 maggio 2018, ore 18:00 | Osos de Rivas | 29 – 25 referto | Madrid Capitals | Campo de Fútbol Americano Valle del Arcipreste |

## Statistiche di squadra
| Competizione            | %Vittorie | In casa | In casa | In casa | In casa | In casa | In casa | In trasferta | In trasferta | In trasferta | In trasferta | In trasferta | In trasferta | Totale | Totale | Totale | Totale | Totale | Totale |
| Competizione            | %Vittorie | G       | V       | N       | P       | Pf      | Ps      | G            | V            | N            | P            | Pf           | Ps           | G      | V      | N      | P      | Pf     | Ps     |
| ----------------------- | --------- | ------- | ------- | ------- | ------- | ------- | ------- | ------------ | ------------ | ------------ | ------------ | ------------ | ------------ | ------ | ------ | ------ | ------ | ------ | ------ |
| LNFA Stagione regolare  | .875      | 4       | 3       | 0       | 1       | 163     | 49      | 4            | 4            | 0            | 0            | 127          | 20           | 8      | 7      | 0      | 1      | 290    | 69     |
| LNFA Playoff            | .500      | 1       | 1       | 0       | 0       | 20      | 15      | 1            | 0            | 0            | 1            | 0            | 48           | 2      | 1      | 0      | 1      | 20     | 63     |
| LMFA9 Stagione regolare | 1.000     | 3       | 3       | 0       | 0       | 75      | 41      | 3            | 3            | 0            | 0            | 103          | 7            | 6      | 6      | 0      | 0      | 178    | 48     |
| LMFA9 Playoff           | 1.000     | 2       | 2       | 0       | 0       | 62      | 51      | 0            | 0            | 0            | 0            | 0            | 0            | 2      | 2      | 0      | 0      | 62     | 51     |
| Totale                  | .889      | 10      | 9       | 0       | 1       | 320     | 156     | 8            | 7            | 0            | 1            | 230          | 75           | 18     | 16     | 0      | 2      | 550    | 231    |